# (6955) Ekaterina
(6955) Ekaterina ist ein Asteroid des äußeren Hauptgürtels, der am 25. September 1987 von der ukrainischen Astronomin Ljudmyla Schurawlowa am Krim-Observatorium in Nautschnyj (IAU-Code 095) entdeckt wurde.
Der Asteroid gehört zur Themis-Familie, einer Gruppe von Asteroiden, die nach (24) Themis benannt wurde.
Er wurde nach der russischen Zarin Katharina der Großen (1729–1796) benannt, die am 9. Juli 1762 durch einen Staatsstreich gegen ihren Ehemann Peter III an die Macht kam und eine Vertreterin des aufgeklärten Absolutismus war.